# مدرسة داونلاندز كوميونيتي
مدرسة داونلاندز كوميونيتي هي مدرسة شاملة تقدم تعليمعا للطلاب الذين تتراوح أعمارهم بين 11 و 16 عامًا. وفيها حاليًا ما يقارب 1200 تلميذ. في نوفمبر 2016 تفقد مكتب معايير التعليم وخدمات الأطفال ومهاراتهم (Ofsted)، المدرسة وأفاد بأن المدرسة كانت «متميزة» في جميع المجالات.

## موقع
تقع المدرسة في قرية هاسوكس في غرب ساسكس جنوب شرق إنجلترا، وقد تم توسيعها بشكل كبير في الماضي القريب بإضافة مبنى رياضي جديد وقاعة رياضية وملعب تدريب في الهواء الطلق من الجيل الثالث. تتم إدارة القاعة الرياضية وملعب العشب نيابة عن المدرسة من قبل شركة فريدوم ليسور التي يتم استخدامها على نطاق واسع من قبل المجتمع المحلي خارج ساعات الدراسة.

## موظفين وحكام
المدير الحالي للمدرسة هومارك وينال، ورئيس الحكام هو دي هانت.

## إنجاز أكاديمي
في عام 2016، نجح 76٪ من تلاميذ المدرسة في الحصول على شهادة الثانوية العامة (GCSE) بما في ذلك اللغة الإنجليزية والرياضيات.